# Петербургский некрополь
«Петербу́ргский некро́поль» — справочное издание, содержащее краткие сведения более чем о 40 000 человек разных конфессий, похороненных на православных и иноверческих кладбищах Петербурга и его окрестностей, а также в отдельных церквях с начала XVIII века до начала XX века, составлен В. И. Саитовым.
Справочник был выпущен в Санкт-Петербурге в типографии М. М. Стасюлевича в 1912—1913 гг.
Само понятие некрополь в буквальном переводе с греческого языка означает город мёртвых. Этот термин используется для обозначения комплекса погребений. Также некрополем называют свод сведений о захоронениях на кладбищах, в храмах, в городе в целом и за его пределами.

## История создания и содержание сборника
Инициатива создания «Петербургского некрополя» принадлежала великому князю Николаю Михайловичу. Выдвинутая великим князем идея описания надгробных памятников на кладбищах Москвы, Петербурга, а затем и по всей Российской империи во многом была связана именно с проблемой их сохранения.
«Петербургский некрополь» составлен историком русской литературы, библиографом Владимиром Ивановичем Саитовым на средства великого князя Николая Михайловича. Для создания справочника были изучены уцелевшие надгробные надписи, целый ряд печатных источников. В сборник вошли не только сведения о захоронениях дворян, духовенства, купеческого сословия, представителях крупных торговых фирм, но и о мало известных и забытых личностях.
Сведения о членах императорской фамилии выделены в особый список. Сведения, взятые из печатных источников составителем, помечены звёздочкой. Большинство надписей на иностранных языках переведены. Материал по кладбищам собирался в летнее время 1907—1911 гг. В первом томе даются статистические сведения о современных столичных кладбищах, упразднённых, а также находившихся в окрестностях Санкт-Петербурга.
«Петербургский некрополь» впервые вышел отдельным приложением к журналу «Русский архив» в 1883 г. Дополненный, он составил издание 1912—1913 гг.

## Издание
- Петербургский некрополь: Т. 1 (А — Г) / Изд. вел. кн. Николай Михайлович. — СПб.: Тип. М. М. Стасюлевича, 1912. — 715 с. Архивная копия от 3 декабря 2019 на Wayback Machine
- Петербургский некрополь: Т. 2 (Д — Л) / Изд. вел. кн. Николай Михайлович. — СПб.: Тип. М. М. Стасюлевича, 1912. — 727 с. Архивная копия от 15 декабря 2018 на Wayback Machine
- Петербургский некрополь: Т. 3 (М — Р) / Изд. вел. кн. Николай Михайлович. — СПб.: Тип. М. М. Стасюлевича, 1912. — 649 с. Архивная копия от 30 ноября 2018 на Wayback Machine
- Петербургский некрополь: Т. 4 (С — Ѳ) / Изд. вел. кн. Николай Михайлович. — СПб.: Тип. М. М. Стасюлевича, 1913. — 748 с. Архивная копия от 18 февраля 2018 на Wayback Machine

## Переиздание
В 2006 г. в Санкт-Петербурге было осуществлено переиздание «Петербургского некрополя» в трёх вариантах исполнения: в мягком переплете, в твёрдом переплете и с обложкой из натуральной кожи.